# Schloss Hechenberg

Schloss Hechenberg

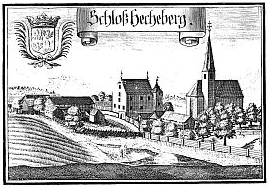
Schloss und Kirche Hechenberg auf einem Stich von Michael Wening (1645–1718)

Schloss Hechenberg ist ein ehemaliges Schloss in Hechenberg in der Gemeinde Dietramszell. Die Anlage ist unter der Aktennummer D-1-73-118-82 als denkmalgeschütztes Baudenkmal von Hechenberg verzeichnet. Ebenso wird sie als Bodendenkmal unter der Aktennummer D-1-8135-0002 im Bayernatlas als „Burgstall des hohen und späten Mittelalters sowie untertägige frühneuzeitliche Befunde im Bereich von Schloss Hechenberg“ geführt.

## Geschichte
Die Siedlung Hechenberg besteht bereits seit dem Mittelalter, die Spuren des Turmhügels (Turmhügel Hechenberg) und der ehemaligen Wasserburg der Herren von Hechenberg sind als Bodendenkmal noch zu erkennen. Die Burg wurde in den Jahren 1033 und 1045 das erste Mal erwähnt, wurde jedoch im 19. Jahrhundert abgebrochen. Das Schloss Hechenberg wurde 1594 erbaut und später barockisiert.

## Beschreibung

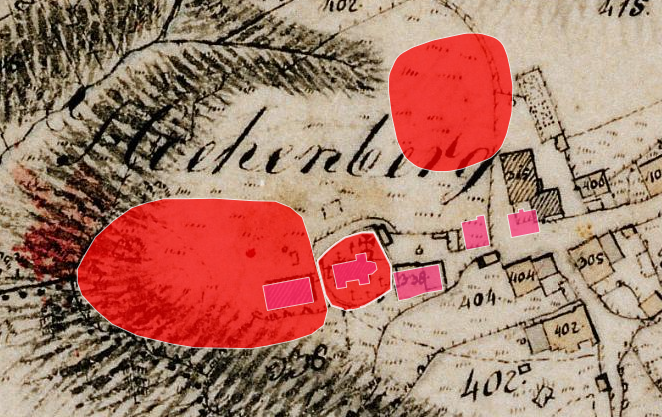
Lageplan von Schloss (rechts) und Turmhügel Hechenberg (links oben) auf dem Urkataster von Bayern

Das Schloss ist ein zweigeschossiger barocker Walmdachbau mit einer gliedernder Fassadenmalerei, modern bezeichnet mit 1594.